# Свято-Михайлівська клінічна лікарня
Комунальне некомерційне підприємство «Свято-Михайлівська клінічна лікарня м. Києва» виконавчого органу Київської міської ради (Київської міської державної адміністрації) — заклад охорони здоров'я, пам'ятка архітектури, історії та культури Києва.

## Історія
Заснована 1875 року. На той час Олександрівська лікарня була третьою за розміром терапевтичною клінікою Російської імперії.
У XIX столітті в Києві часто спалахували епідемії інфекційних хвороб, від яких вмирали тисячі городян. Ще в 1844 році обговорювалося питання будівництва міської лікарні не тільки для надання медичної допомоги, але й для навчання лікарів. Почався збір коштів на будування такої лікарні. У 1874 році на території колишнього казенного Шовковичного саду, на схилах Кловського плато, було освячене місце для будівництва майбутньої лікарні, яка одержала назву «Олександрівської». Будували її на кошти, зібрані городянами, а також на пожертвування київського купецтва та названа на честь цесаревича Олександра — майбутнього імператора Олександра III.
Перша забудова лікарні здійснювалася за проєктом архітектора Володимира Ніколаєва. Відкрилася центральна міська клінічна лікарня (ЦМКЛ) 9 грудня 1875 року. На її утримування щорічно виділялося 15 217 рублів. У той час вона розміщалася у двох дерев'яних бараках на 65 ліжок. Тут надавали стаціонарну, амбулаторну та (до 1902 р.) швидку медичну допомогу населенню міста. З кінця 80-х років XIX століття Олександрівська лікарня стає базою медичного факультету Київського університету Святого Володимира. У 1885 році був вибудуваний двоповерховий корпус, у якому перебували клініки пропедевтики внутрішніх і нервових хвороб. У 1891 році на кошти дружини міського губернатора О. П. Демидової побудували дитячу клініку. Очолив її основоположник дитячої хірургії в Україні, професор кафедри дитячих хвороб Київського університету В. Є. Чернов. У 1895 році на базі лікарні відкрився перший у місті пологовий будинок. До цього часу в Олександрівській лікарні налічувалося 190 штатних ліжок і 63 резервних на випадок епідемії. У 1909 році лікарню очолив доктор медицини Микола Стародомський. У 1901—1914 роках на базі ЦМКЛ відкрили два інфекційні (дитяче й доросле), гінекологічне, урологічне й хірургічне відділення. У 1937 році був побудований поліклінічний корпус.

Сучасний вигляд Свято-Михайлівської церкви

На території лікарні на кошти відомого київського мецената Михайла Дєгтерьова тим самим архітектором Ніколаєвим була зведена православна Свято-Михайлівська церква, освячення якої відбулося 18 червня 1895 року. У цьому храмі молилися багато відомих особистостей, у свій час навіть імператор Олександр III. У лівої стіни споруди в 1898 році поховали й самого мецената. У наступному році вдова Єлизавета Дєгтерьова звела над мармуровою гробницею чоловіка лівий боковий вівтар церкви, а пізніше (для симетрії) додали й правий. У 1901 році до церкви добудували дзвіницю. На жаль, храм спіткала сумна доля більшості київських церков: церкву розграбували після революції, а в 1930 році, на Великдень, комсомольці Печерського району майже цілком її зруйнували.
У роки Другої світової більше ста працівників лікарні пішли на війну, серед них професори Андронік Чайка, Іван Іщенко, Микола Дудко, які стають головними хірургами у військових шпиталях та на фронтах. Під час німецької окупації Києва Жовтневу тимчасово назвали Першою міською клінічною лікарнею і виселили на вулицю Бульварно-Кудрявську, 25/27, а корпуси зайняв німецький шпиталь.
У 1973 році почалася реконструкція лікарні. Протягом 20 років були добудовані наявні й зведені нові корпуси: неврологічний, терапевтичний, кардіологічний, інфекційний, лікувально-діагностичний, побудовані будівлі, у яких розмістилися допоміжні служби. Засновниками хірургічної й, зокрема, нейрохірургічної служби в лікарні стали Микола Волкович, Бабицький П. С. і Рустицький О. А.
Прогягом історії лікарні її неодноразово перейменовували. Так, у радянські часи вона була відома як як 14-а міська клінічна лікарня імені Жовтневої Революції, а в народі її називали просто «Жовтнева лікарня».
25 жовтня 2007 року Київська міська рада повернула лікарні її історичну назву — «Олександрівська клінічна лікарня».
11 квітня 2024 року на пленарному засіданні III сесії Київської міської ради IX скликання Олександрівську клінічну лікарню перейменовано на Свято-Михайлівську клінічну лікарню. «Процес деколонізації стосується всіх міських об'єктів у столиці. У 1874 році в Києві міська клінічна лікарня отримала назву — Олександрівська. Лікарня була названа на честь царевича Олександра, як шана майбутньому російському імператору Олександру III. Ця назва була підібрана так, щоб саме існування цього медичного закладу завдячувало російській імперії. Герб Олександра III й досі є символом Олександрівської лікарні та активно використовується у публічному просторі. Це підтверджує той факт, що російська пропаганда вкорінилась глибше ніж ми уявляли. З метою зменшення інформаційного та культурологічного впливу московського наративу на світогляд киян з'явилась ініціатива перейменувати Олександрівську клінічну лікарню. Назва Свято-Михайлівська була запропонована на честь архістратига Михаїла, який упродовж останнього тисячоліття вважається покровителем та захисником Києва», — пояснила депутатка Київради Олеся Пинзеник, яка стала авторкою проєкту рішення.

### Тестування на коронавірус
Свято-Михайлівська лікарня першою в Україні отримала тести на коронавірус. Сюди відправляли на аналізи зразки із всієї України на перевірку. Через те, що кілька людей намагалися прорватися до лікарні, вимагаючи перевірки на коронавірус, 19 березня 2020 року Національна гвардія Україна почала охороняти лікарню.

## Сучасність
На 2016 рік лікарня розрахована на 1225 ліжок і містить у собі 53 служби, 10 центрів, на базі яких працюють:
- кафедри Національного медичного університету імені Олександра Богомольця:

- кафедра внутрішньої медицини № 2
- кафедра урології
- кафедра інфекційних хвороб
- кафедра неврології
- кафедра офтальмології
- кафедра дерматовенерології
- кафедра хірургії № 4
- кафедра патологічної анатомії

- кафедри Київської медичної академії післядипломної освіти ім. П. Л. Шупика.

## Науковці, які працювали в ЦМКЛ
Значний вклад у розвиток медицини в Україні внесли науковці, які працювали в ЦМКЛ. Це професори Юлій Мацон, Василь Образцов, Микола Стражеско, Василь Покровський, Микола Свенсон, Федір Удінцев, Феофіл Яновський, Анатолій Зюков, Василь Виноградов, Володимир Василенко, Макс Губергріц, Вадим Іванов, Борис Падалка, Федір Прімак, Павло Плітас, Борис Щепотін, Олександра Сокол, Олександр Грицюк, Василь Нетяженко, Олександр Возіанов, Жанна Возіанова, Катерина Амосова.